# الشلالات العظيمة (نهر ميزوري)
الشلالات العظيمة لنهر ميسوري هي سلسلة من الشلالات في أعلى نهر ميسوري في شمال وسط مونتانا في الولايات المتحدة. من المنبع إلى المصب، تقع الشلالات الخمسة على طول جزء من النهر بطول 10 أميال (16 كم):
- شلالات النسر الأسود (26 قدمًا 5 بوصات أو 8.05 مترًا)
- شلالات كولتر (6 أقدام و 7 بوصات أو 2.01 متر)
- شلالات قوس قزح (44 قدمًا 6 بوصات أو 13.56 مترًا)
- شلالات ملتوية، تُعرف أيضًا باسم شلالات حدوة الحصان (19 قدمًا أو 5.79 م)
- الشلالات الكبيرة، والمعروفة أيضًا باسم الشلالات العظيمة، (87 قدمًا أو 26.52 م)

ينحدر نهر ميسوري ما مجموعه 612 قدمًا (187 مترًا) من الشلال الأول إلى الأخير، والذي يتضمن 187 قدمًا (57 مترًا) من الغطس الرأسي و 425 قدمًا (130 مترًا) من نزول قاع النهر. تم وصف الشلالات العظيمة بأنها «مذهلة»، وهي إحدى «عجائب أمريكا الخلابة»، و «اكتشاف جغرافي كبير». عندما أصبحت حملة لويس وكلارك أول الرجال البيض الذين رأوا الشلالات في عام 1805
 ، قال ميريويذر لويس إنه كان أكبر مشهد شاهده حتى الآن في الرحلة.
تم تصوير الشلالات العظيمة لنهر ميسوري على الختم الإقليمي لإقليم مونتانا، وبعد ذلك على ختم ولاية مونتانا في عام 1893.